# Michael Tindall
Michael James Tindall, MBE (Otley, 18 d'octubre de 1978) és un ex-jugador britànic de rugbi que jugava com a centre i que va ser capità de la selecció de rugbi d'Anglaterra. Està casat amb Zara Phillips, amb la qual té dues filles, Mia Grace Tindall i Lena Elizabeth Tindall.

## Biografia
Tindall va néixer a Otley, West Yorkshire, i va ser educat en la institució privada Queen Elizabeth Grammar School, a Wakefield.

## Matrimoni i descendència
El 21 de desembre de 2010, es va anunciar que estava compromès amb Zara Phillips, filla de la Princesa Reial i el seu primer marit, el capità Mark Phillips. Les noces es va celebrar el 30 de juliol de 2011 a l'Església de Canongate Kirk, a Edimburg, amb l'assistència de tots els membres de la família reial.
Zara va donar a llum la seva primera filla, Mia Grace Tindall, el 17 de gener de 2014 al Gloucestershire Royal Hospital.
Mike i la seva dona, van perdre als quatre mesos de gestació al segon fill que esperaven a la fi de 2016.
Després de trencar-se el nas fins a vuit vegades al llarg de la seva carrera, finalment Mike va ser operat per rectificar-la en 2018, ja que venia patint problemes respiratoris.
El 18 de juny de 2018 va néixer la segona filla del matrimoni, Lena Elizabeth Tindall, a la Unitat de Maternitat de l'Stroud General Hospital.
Al juliol de 2018, la parella va donar a conèixer en una entrevista que Zara havia tingut dos avortaments espontanis en total abans de tenir a la seva segona filla.

## Carrera

### Bath
Tindall es va unir al Bath Rugby directament des de l'escola, als 18 anys, en 1997. En aquest moment, la parella principal que jugava com a centre al Bath eren Jeremy Guscott i Phil de Glanville. Però després de la Copa del Món de Rugbi de 1999, Tindall va jugar regularment al club i el nivell dels països, fent el seu debut contra Irlanda a Twickenham Stadium el 2000 al costat de Mike Catt.
Malgrat les crítiques en els últims anys, en particular de Will Carling i l'ex-jugador de Bath Stuart Barnes, Tindall va jugar amb la samarreta número 12 i va jugar al centre exterior, amb Greenwood al número 13. Els números de les samarretes sovint confonien a la gent, fent-los creure que jugaven a l'inrevés, però era principalment per raons supersticioses.
Tindall es va perdre la lliga de les Sis Nacions en 2005 per una lesió al peu i, posteriorment, no va poder recuperar el seu estat de forma física per a la gira dels Lleons Britànics i Irlandesos a Nova Zelanda.
Al contracte d'Tindall li va arribar el moment de la renovació, però Bath tenia una política de topall salarial estricta, i després dels seus vuit anys d'associació amb Bath i es va unir als seus rivals, el Gloucester Rugby en un contracte de tres anys per valor de £ 150.000.

### Gloucester Rugby
Després de tornar d'una lesió a la tardor de 2005, Tindall va recuperar el seu lloc en la selecció d'Anglaterra, però aquesta vegada en el nombre 12. Tindall és sovint anomenat "The Fridge", a causa de la seva considerable pes.

### Mike Tindall amb la Copa Webb Ellis
Durant la seva recuperació d'una altra lesió al 2005, Tindall va entrar en el prestigiós torneig Poker Open Britànic, acabant en el tercer lloc, abans de ser eliminat per John Gale. El 18 de novembre de 2006 Tindall fer la seva primera Guinness Premiership a l'inici de la temporada. Preocupat per una lesió al panxell fins al moment en la temporada 2006/2007, havia fet només dues aparicions com a substitut.
L'abril de 2007 jugant com a visitant contra Newcastle Falcons a la Guinness Premiership, Tindall es va trencar la cama en una entrada sobre Toby Flood i això el va obligar a perdre la resta de la temporada, incloent la final Guinness Premiership. Això també va impedir la seva selecció per a la Copa del Món de Rugbi 2007.
L'octubre de 2007, després de recuperar-se d'una lesió, Tindall va tornar al número 11 en el Gloucester Rugby, contra Worcester Warriors Rugbi a casa, a la Guinness Premiership. Tindall va tenir una reaparició apoteòsica, anotant un intent per a delit dels assistents. Des de llavors, ha jugat la major part dels jocs del Gloucester Rugby, aconseguint diversos punts incloent un contra l'Ulster Rugby a la Copa Heineken, on va contribuir al fet que el Gloucester aportés al rugbi un nou rècord en la història del torneig, el millor moment per anotar quatre intents i recollir el punt de bonificació.
Al febrer de 2008 Tindall va ser designat en el pilot d'Anglaterra l'entrenador Brian Ashton pel proper Campionat de les Sis Nacions, de manera que va dirigir a Anglaterra en el centre en un partit contra Gal·les a Twickenham, el 2 de febrer de 2008. Durant el partit contra Gal·les, va ser patejat accidentalment al pit per l'extrem Mark Jones i va haver de sortir en llitera. Ell va ser descartat del torneig per una hemorràgia interna i perforació del fetge.
Tindall va declarar en una conferència de premsa que se sentia feliç d'estar viu després de la seva terrible experiència, però amb ganes de tornar al camp de rugbi de Gloucester en el que ell esperava que fos el "final del negoci de la temporada" (abril) ; però, això semblava molt poc probable tenint en compte la seva terrible experiència. El gener de 2008, Tindall va anunciar un nou contracte de tres anys signat per romandre a Gloucester Rugby fins al final de la temporada 2011. A l'abril de 2012, Gloucester va anunciar que Tindall seria un dels 11 jugadors que no jugaria per al club la següent temporada. No obstant això, al juny de 2012, va acceptar un contracte d'un any com a jugador i com a entrenador de backs al Gloucester Rugby.

### Copa del Món de Rugbi
L'11 de novembre de 2011, Tindall va ser multat amb £ 25.000 a la Unió de Rugbi i se li va moure de la seva posició de jugador d'elit, durant la Copa del Món de Rugbi 2011. Martin Johnson, entrenador d'Anglaterra, havia donat suport inicialment Tindall, però més tard va quedar clar que la gestió, incloent Johnson, havia estat enganyat. Després d'una investigació formal, la RFU, va dir que les accions de Tindall eren inacceptables i no es tolerarien. Tindall va dir que tenia la intenció d'apel·lar contra la decisió.
El 28 de novembre de 2011, el recurs de cassació va ser en part estimat. La suspensió de Tindall per part de la selecció anglesa va ser anul·lada i la multa es va reduir a £ 15.000. Una de les raons donades per l'èxit del seu apel·lació parcial era que no hi havia enganyat intencionalment Johnson, ja que no recordava els fets pertinents.

### Participacions en Copes del Món
Va disputar la Copa del Món d'Austràlia 2003 on el XV de la Rosa es va consagrar campió del Món. Va jugar el seu últim Mundial a Nova Zelanda 2011 on Anglaterra va ser eliminada en quarts de final davant França.